# Rally Safari de 2022
El Rally Safari de 2022, oficialmente Safari Rally Kenya, fue la sexagésimo octava edición y la sexta ronda de la temporada 2022 del Campeonato Mundial de Rally. Se celebró del 22 al 26 de junio y contó con un itinerario de diecinueve tramos sobre tierra que sumaron un total de 362,62 km cronometrados. Esta prueba fue también la sexta ronda de los campeonatos WRC2 y WRC3.
Con el 1-2-3-4 logrado por Toyota, la marca japonesa se convirtió en la segunda marca en conseguir tal hito tras Citroën quien lo lograra en el Rally de Bulgaria de 2010.
En el WRC2, el polaco Kajetan Kajetanowicz no tuvo ninguna oposición en su camino a la victoria en la categoría. En el podio, Kajetanowicz fue acompañado por dos debutantes en los puestos de honor, el americano Sean Johnston terminó en la segunda posición, mientras que el local Amanraaj Rai cerro el podio al terminar en la tercera posición.
En el WRC3, la keniata Maxine Wahome en su primera prueba a bordo de un Ford Fiesta Rally3 hizo historia al convertirse en la primera mujer en ganar una prueba del WRC-3. Para completar la alegría de la familia Wahome, el hermano menor de Maxine, Jeremy terminó en la segunda posición. El podio íntegramente local lo cerro McRae Kimathi quien terminó tercero.

## Lista de inscritos
| Num.                       | Piloto                   | Copiloto                 | Automóvil                | Equipo                     | Neu.                     |
| World Rally Championship   | World Rally Championship | World Rally Championship | World Rally Championship | World Rally Championship   | World Rally Championship |
| -------------------------- | ------------------------ | ------------------------ | ------------------------ | -------------------------- | ------------------------ |
| 1                          | Sébastien Ogier          | Benjamin Veillas         | Toyota GR Yaris Rally1   | Toyota Gazoo Racing WRT    | P                        |
| 2                          | Oliver Solberg           | Elliott Edmondson        | Hyundai i20 N Rally1     | Hyundai Shell Mobis WRT    | P                        |
| 8                          | Ott Tänak                | Martin Järveoja          | Hyundai i20 N Rally1     | Hyundai Shell Mobis WRT    | P                        |
| 9                          | Jourdan Serderidis       | Frédéric Miclotte        | Ford Puma Rally1         | M-Sport Ford WRT           | P                        |
| 11                         | Thierry Neuville         | Martijn Wydaeghe         | Hyundai i20 N Rally1     | Hyundai Shell Mobis WRT    | P                        |
| 16                         | Adrien Fourmaux          | Alexandre Coria          | Ford Puma Rally1         | M-Sport Ford WRT           | P                        |
| 18                         | Takamoto Katsuta         | Aaron Johnston           | Toyota GR Yaris Rally1   | Toyota Gazoo Racing WRT NG | P                        |
| 19                         | Sebastien Loeb           | Isabelle Galmiche        | Ford Puma Rally1         | M-Sport Ford WRT           | P                        |
| 33                         | Elfyn Evans              | Scott Martin             | Toyota GR Yaris Rally1   | Toyota Gazoo Racing WRT    | P                        |
| 42                         | Craig Breen              | Paul Nagle               | Ford Puma Rally1         | M-Sport Ford WRT           | P                        |
| 44                         | Gus Greensmith           | Jonas Andersson          | Ford Puma Rally1         | M-Sport Ford WRT           | P                        |
| 69                         | Kalle Rovanperä          | Jonne Halttunen          | Toyota GR Yaris Rally1   | Toyota Gazoo Racing WRT    | P                        |
| World Rally Championship 2 |                          |                          |                          |                            |                          |
| 20                         | Kajetan Kajetanowicz     | Maciej Szczepaniak       | Škoda Fabia Rally2 Evo   | Kajetan Kajetanowicz       | P                        |
| 21                         | Martin Prokop            | Zdeněk Jůrka             | Ford Fiesta Rally2       | Martin Prokop              | P                        |
| 22                         | Sean Johnston            | Alexander Kihurani       | Citroën C3 Rally2        | Saintéloc Junior Team      | P                        |
| 23                         | Raajpal Bharij           | Jasneil Ghataure         | Škoda Fabia R5           | Raajpal Bharij             | P                        |
| 24                         | Gaurav Gill              | Gabriel Morales          | Škoda Fabia R5           | Gaurav Gill                | P                        |
| 25                         | Karan Patel              | Tauseef Khan             | Ford Fiesta R5           | Karan Patel                | P                        |
| 26                         | Leroy Gomes              | Urshlla Gomes            | Ford Fiesta R5           | Leroy Gomes                | P                        |
| 27                         | Amanraaj Rai             | Gurdeep Panesar          | Škoda Fabia Rally2 Evo   | Amanraaj Rai               | P                        |
| 28                         | Aakif Virani             | Azhar Bhatti             | Škoda Fabia Rally2 Evo   | Aakif Virani               | P                        |
| 29                         | Piero Canobbio           | Fabrizia Pons            | Hyundai i20 R5           | Piero Canobbio             | P                        |
| World Rally Championship 3 |                          |                          |                          |                            |                          |
| 30                         | Jeremy Wahome            | Victor Okundi            | Ford Fiesta Rally3       | Jeremy Wahome              | P                        |
| 31                         | Hamza Anwar              | Adnan Din                | Ford Fiesta Rally3       | Hamza Anwar                | P                        |
| 32                         | McRae Kimathi            | Mwangi Kioni             | Ford Fiesta Rally3       | McRae Kimathi              | P                        |
| 34                         | Maxine Wahome            | Murage Waigwa            | Ford Fiesta Rally3       | Maxine Wahome              | P                        |
| 35                         | Diego Domínguez Jr       | Rogelio Peñate           | Ford Fiesta Rally3       | Diego Dominguez Jr         | P                        |
| Fuente: ewrc-results.com   |                          |                          |                          |                            |                          |

## Itinerario
| Día                      | Tramo | Nombre                      | Distancia | Ganador de la etapa | Automóvil              | Tiempo  | Líder de la general |
| ------------------------ | ----- | --------------------------- | --------- | ------------------- | ---------------------- | ------- | ------------------- |
| Día 1 (22 de junio)      | —     | Loldia (Shakedown)          | 5.41 km   | Kalle Rovanperä     | Toyota GR Yaris Rally1 | 3:42.1  | —                   |
| Día 2 (23 de junio)      | SS1   | Super Special Kasarani      | 4.84 km   | Sébastien Ogier     | Toyota GR Yaris Rally1 | 3:18.8  | Sébastien Ogier     |
| Día 3 (24 de junio)      | SS2   | Loldia 1                    | 19.17 km  | Sebastien Loeb      | Ford Puma Rally1       | 14:18.8 | Sébastien Ogier     |
| Día 3 (24 de junio)      | SS3   | Geothermal 1                | 11.68 km  | Kalle Rovanperä     | Toyota GR Yaris Rally1 | 6:44.2  | Sébastien Ogier     |
| Día 3 (24 de junio)      | SS4   | Kedong 1                    | 31.25 km  | Kalle Rovanperä     | Toyota GR Yaris Rally1 | 17:29.9 | Elfyn Evans         |
| Día 3 (24 de junio)      | SS5   | Loldia 2                    | 19.17 km  | Sébastien Ogier     | Toyota GR Yaris Rally1 | 14:05.2 | Sébastien Ogier     |
| Día 3 (24 de junio)      | SS6   | Geothermal 2                | 11.68 km  | Sébastien Ogier     | Toyota GR Yaris Rally1 | 6:41.4  | Sébastien Ogier     |
| Día 3 (24 de junio)      | SS7   | Kedong 2                    | 31.25 km  | Kalle Rovanperä     | Toyota GR Yaris Rally1 | 17:43.2 | Kalle Rovanperä     |
| Día 4 (25 de junio)      | SS8   | Soysambu 1                  | 29.32 km  | Elfyn Evans         | Toyota GR Yaris Rally1 | 18:14.2 | Kalle Rovanperä     |
| Día 4 (25 de junio)      | SS9   | Elmenteita 1                | 15.08 km  | Thierry Neuville    | Hyundai i20 N Rally1   | 8:37.0  | Kalle Rovanperä     |
| Día 4 (25 de junio)      | SS10  | Sleeping Warrior 1          | 31.04 km  | Thierry Neuville    | Hyundai i20 N Rally1   | 17:18.1 | Kalle Rovanperä     |
| Día 4 (25 de junio)      | SS11  | Soysambu 2                  | 29.32 km  | Elfyn Evans         | Toyota GR Yaris Rally1 | 18:05.3 | Kalle Rovanperä     |
| Día 4 (25 de junio)      | SS12  | Elmenteita 2                | 15.08 km  | Kalle Rovanperä     | Toyota GR Yaris Rally1 | 9:47.1  | Kalle Rovanperä     |
| Día 4 (25 de junio)      | SS13  | Sleeping Warrior 2          | 31.04 km  | Sébastien Ogier     | Toyota GR Yaris Rally1 | 19:19.1 | Kalle Rovanperä     |
| Día 5 (26 de junio)      | SS14  | Oserian 1                   | 17.52 km  | Adrien Fourmaux     | Ford Puma Rally1       | 11:42.1 | Kalle Rovanperä     |
| Día 5 (26 de junio)      | SS15  | Narasha 1                   | 13.30 km  | Kalle Rovanperä     | Toyota GR Yaris Rally1 | 6:56.6  | Kalle Rovanperä     |
| Día 5 (26 de junio)      | SS16  | Hell's Gate 1               | 10.53 km  | Ott Tänak           | Hyundai i20 N Rally1   | 5:51.5  | Kalle Rovanperä     |
| Día 5 (26 de junio)      | SS17  | Oserian 2                   | 17.52 km  | Sebastien Loeb      | Ford Puma Rally1       | 9:05.7  | Kalle Rovanperä     |
| Día 5 (26 de junio)      | SS18  | Narasha 2                   | 13.30 km  | Sebastien Loeb      | Ford Puma Rally1       | 6:59.2  | Kalle Rovanperä     |
| Día 5 (26 de junio)      | SS19  | Hell's Gate 2 (Power Stage) | 10.53 km  | Thierry Neuville    | Hyundai i20 N Rally1   | 6:00.4  | Kalle Rovanperä     |
| Fuente: ewrc-results.com |       |                             |           |                     |                        |         |                     |

### Power stage
El power stage fue una etapa de 10.53 km al final del rally. Se otorgaron puntos adicionales del Campeonato Mundial a los cinco más rápidos.
| Pos. | Piloto           | Copiloto          | Coche                  | Equipo                  | Tiempo | Puntos |
| ---- | ---------------- | ----------------- | ---------------------- | ----------------------- | ------ | ------ |
| 1    | Thierry Neuville | Martijn Wydaeghe  | Hyundai i20 N Rally1   | Hyundai Shell Mobis WRT | 6:00.4 | 5      |
| 2    | Sebastien Loeb   | Isabelle Galmiche | Ford Puma Rally1       | M-Sport Ford WRT        | +0.8   | 4      |
| 3    | Sébastien Ogier  | Benjamin Veillas  | Toyota GR Yaris Rally1 | Toyota Gazoo Racing WRT | +6.1   | 3      |
| 4    | Gus Greensmith   | Jonas Andersson   | Ford Puma Rally1       | M-Sport Ford WRT        | +10.4  | 2      |
| 5    | Adrien Fourmaux  | Alexandre Coria   | Ford Puma Rally1       | M-Sport Ford WRT        | +10.9  | 1      |

## Clasificación final
| World Rally Championship   | World Rally Championship | World Rally Championship | World Rally Championship | World Rally Championship   | World Rally Championship | World Rally Championship | World Rally Championship |
| Pos.                       | Piloto                   | Copiloto                 | Automóvil                | Equipo                     | Neumático                | Tiempo                   | Puntos                   |
| -------------------------- | ------------------------ | ------------------------ | ------------------------ | -------------------------- | ------------------------ | ------------------------ | ------------------------ |
| 1                          | Kalle Rovanperä          | Jonne Halttunen          | Toyota GR Yaris Rally1   | Toyota Gazoo Racing WRT    | P                        | 3:40:24.9                | 25                       |
| 2                          | Elfyn Evans              | Scott Martin             | Toyota GR Yaris Rally1   | Toyota Gazoo Racing WRT    | P                        | +52.8                    | 18                       |
| 3                          | Takamoto Katsuta         | Aaron Johnston           | Toyota GR Yaris Rally1   | Toyota Gazoo Racing WRT NG | P                        | +1:42.7                  | 15                       |
| 4                          | Sébastien Ogier          | Benjamin Veillas         | Toyota GR Yaris Rally1   | Toyota Gazoo Racing WRT    | P                        | +2:10.3                  | 12                       |
| 5                          | Thierry Neuville         | Martijn Wydaeghe         | Hyundai i20 N Rally1     | Hyundai Shell Mobis WRT    | P                        | +10:40.9                 | 10                       |
| 6                          | Craig Breen              | Paul Nagle               | Ford Puma Rally1         | M-Sport Ford WRT           | P                        | +23:27.9                 | 8                        |
| 7                          | Jourdan Serderidis       | Frédéric Miclotte        | Ford Puma Rally1         | M-Sport Ford WRT           | P                        | +30:16.5                 | 6                        |
| 8                          | Sebastien Loeb           | Isabelle Galmiche        | Ford Puma Rally1         | M-Sport Ford WRT           | P                        | +32:12.6                 | 4                        |
| 9                          | Kajetan Kajetanowicz     | Maciej Szczepaniak       | Škoda Fabia Rally2 Evo   | Kajetan Kajetanowicz       | P                        | +35:37.6                 | 2                        |
| 10                         | Oliver Solberg           | Elliott Edmondson        | Hyundai i20 N Rally1     | Hyundai Shell Mobis WRT    | P                        | +37:36.6                 | 1                        |
| World Rally Championship 2 |                          |                          |                          |                            |                          |                          |                          |
| 1 (9.)                     | Kajetan Kajetanowicz     | Maciej Szczepaniak       | Škoda Fabia Rally2 Evo   | Kajetan Kajetanowicz       | P                        | 4:16:02.5                | 25                       |
| 2 (11.)                    | Sean Johnston            | Alexander Kihurani       | Citroën C3 Rally2        | Saintéloc Junior Team      | P                        | +19:08.2                 | 18                       |
| 3 (12.)                    | Amanraaj Rai             | Gurdeep Panesar          | Škoda Fabia Rally2 Evo   | Amanraaj Rai               | P                        | +29:13.9                 | 15                       |
| 4 (18.)                    | Aakif Virani             | Azhar Bhatti             | Škoda Fabia Rally2 Evo   | Aakif Virani               | P                        | +1:07:51.1               | 12                       |
| World Rally Championship 3 |                          |                          |                          |                            |                          |                          |                          |
| 1 (17.)                    | Maxine Wahome            | Murage Waigwa            | Ford Fiesta Rally3       | Maxine Wahome              | P                        | 5:20:21.6                | 25                       |
| 2 (21.)                    | Jeremy Wahome            | Victor Okundi            | Ford Fiesta Rally3       | Jeremy Wahome              | P                        | +25:27.4                 | 18                       |
| 3 (23.)                    | McRae Kimathi            | Mwangi Kioni             | Ford Fiesta Rally3       | McRae Kimathi              | P                        | +35:37.7                 | 15                       |
| Fuente: ewrc-results.com   |                          |                          |                          |                            |                          |                          |                          |

## Clasificaciones tras el rally
| Posición | Piloto           | Puntos | Cambios de posición |
| -------- | ---------------- | ------ | ------------------- |
| 1        | Kalle Rovanperä  | 145    | Sin cambios         |
| 2        | Thierry Neuville | 80     | Sin cambios         |
| 3        | Ott Tänak        | 62     | Sin cambios         |
| 4        | Takamoto Katsuta | 62     | Crecimiento         |
| 5        | Craig Breen      | 60     | Decrecimiento       |

| Posición | Equipo                     | Puntos | Cambios de posición |
| -------- | -------------------------- | ------ | ------------------- |
| 1        | Toyota Gazoo Racing WRT    | 246    | Sin cambios         |
| 2        | Hyundai Shell Mobis WRT    | 184    | Sin cambios         |
| 3        | M-Sport Ford WRT           | 144    | Sin cambios         |
| 4        | Toyota Gazoo Racing WRT NG | 68     | Sin cambios         |